# La strega di Portobello
La strega di Portobello è un romanzo dello scrittore brasiliano di Paulo Coelho del 2007.

## Trama
La struttura del libro ricorda molto l'Antologia di Spoon River. È una raccolta di testimonianze (che nella prefazione vengono definite veritiere) riguardanti la vita di Athena, vero nome Sherine Khalil. La prima è quella di Heron Ryan, un giornalista che conobbe Athena durante un viaggio in Transilvania. Da lui veniamo a sapere che la donna è morta qualche anno prima. In successione ognuno del testimoni (Il giornalista, la madre, una collega di lavoro, l'ex marito, il parroco della parrocchia ecc.) racconta del proprio rapporto e delle proprie esperienze con Athena, parlando della sua vita privata, della sua morte, delle sue difficoltà, della sua religiosità e della sua determinazione.
Alla fine del libro ognuno di questi personaggi contribuisce alla ricostruzione nell'immaginario del lettore della figura della protagonista, vista da molti punti di vista, e quindi decisamente in modo oggettivo. Tutto ha però una base d'appoggio: Athena era una persona insolita e molto speciale per il suo tempo, e ha cambiato la vita di chiunque l'abbia incontrata.

## Edizioni
- Paulo Coelho, La strega di Portobello, traduzione di Rita Desti, collana Narratori stranieri Bompiani, Bompiani, 2007,  p. 270, ISBN 978-88-452-5888-6.